# Lascari-Gratteri vasútállomás
Lascari-Gratteri vasútállomás egy vasútállomás volt Olaszországban, Szicília régióban, Palermo megyében, Lascari településen. Forgalma alapján az olasz vasútállomás-kategóriák közül a bronz kategóriába tartozott. Nevezetessége, hogy itt forgatták a Cinema Paradiso "Giancaldo" vasútállomás jeleneteit. 2016-17 telén a vonalszakaszt az egész vonal felújításának keretében modernizálták, így a régi épület nem maradt meg, helyette ma már egy korszerű kétvágányos állomás található Lascari vasútállomás néven és az egész vonalon gyorsabb lett a közlekedés is.

## Vasútvonalak
Az állomást az alábbi vasútvonalak érintik:
- Palermo–Messina-vasútvonal